# Landgoed Drienerlo
Landgoed Drienerlo is een voormalig Nederlands landgoed liggend tussen Hengelo en Enschede, in de provincie Overijssel.

## Huidig gebruik
Sinds 1961 is voormalig landgoed Drienerlo in handen van Universiteit Twente.

## Geschiedenis
Voor de Tweede Wereldoorlog was het landgoed privé- en familiebezit van mr. dr. G.A. Lasonder (1882-1944). In de oorlog was hij een prominent lid van de N.S.B., en was daarnaast ook getrouwd met een Duitse vrouw. Na het einde van de oorlog, en de dood van Lasonder, was het ondenkbaar dat het landgoed in handen zou komen van zijn weduwe. Voor de rijksoverheid waren zijn N.S.B. activiteiten een rechtvaardiging om het landgoed te onteigenen, waarbij het landgoed in handen kwam van de gemeente Enschede. Later bleek dat tijdens de oorlog met Lasonders medeweten enkele Joden in pachtboerderijen op het landgoed zaten ondergedoken. Daarom werd hij in 1969 postuum gerehabiliteerd. Het landgoed was toen al ter beschikking gesteld voor de Technische Hogeschool Twente (THT), die in 1986 haar naam veranderde naar Universiteit Twente.

## Moderne verwijzingen

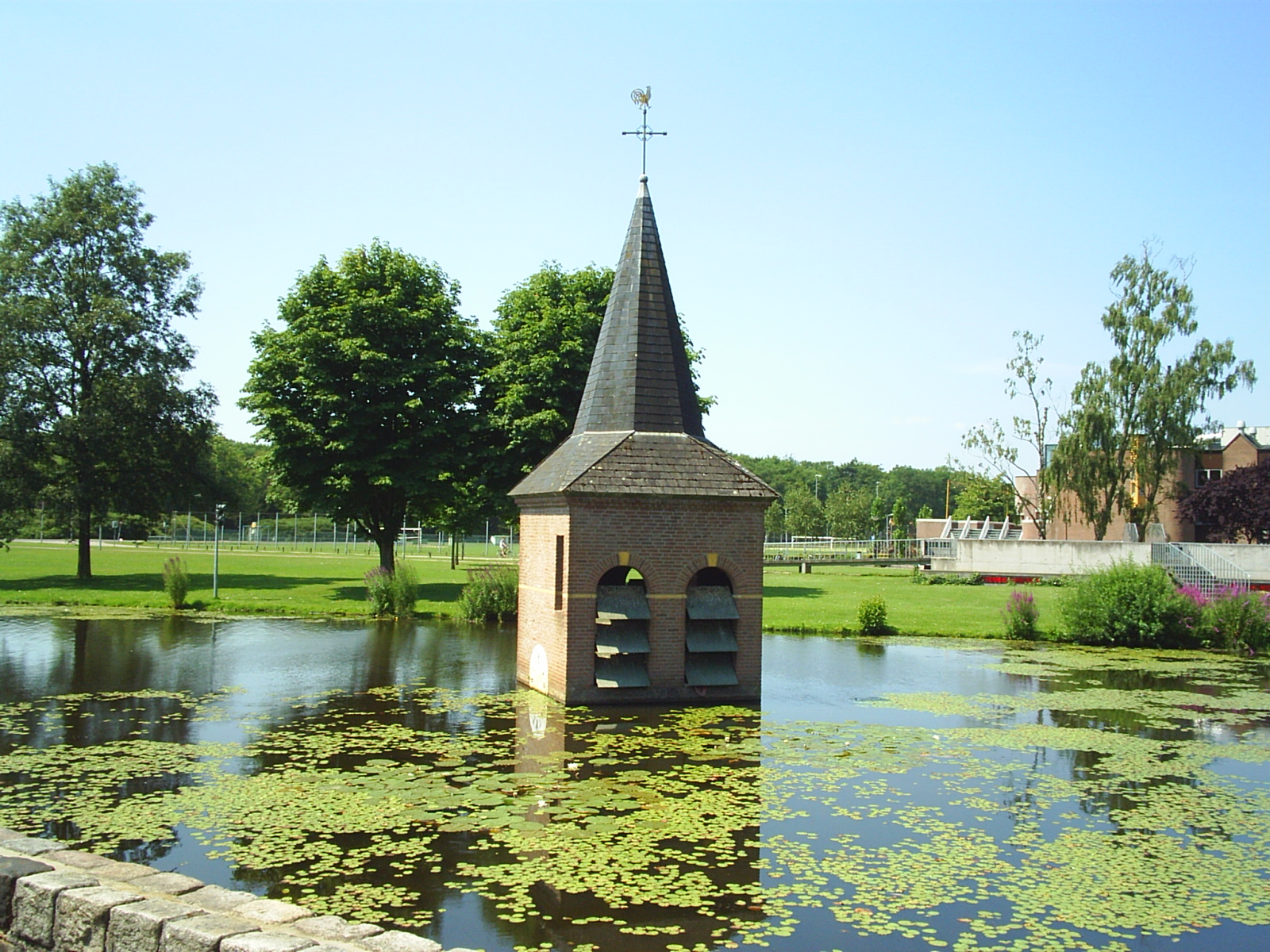
Het 'Torentje van Drienerlo' op de campus van Universiteit Twente.

Verscheidene straten zijn vernoemd naar het voormalige landgoed. Daarnaast droeg het bedrijventerrein naast de universiteit de naam 'Drienerlo', en ook het station dat daarop gelegen was droeg tot 13 december 2015 de naam 'Station Enschede Drienerlo'. Ook sportverenigingen op de campus van de universiteit dragen de naam 'Drienerlo', zoals de voetbalclub VV Drienerlo en de roeivereniging D.R.V. Euros, en de hockeyclub DHC Drienerlo.
In de vijver op de campus van Universiteit Twente is een kunstwerk te vinden dat ook is vernoemd naar het landgoed. Het 'Torentje van Drienerlo' is een kunstwerk van Wim T. Schippers uit 1979.